# Svart mystik
Svart mystik (engelska: I Walked with a Zombie) är en amerikansk skräckfilm från 1943 i regi av Jacques Tourneur med James Ellison och Frances Dee i huvudrollerna.
Cheferna på filmbolaget RKO tog titeln I Walked with a Zombie från en artikel i American Weekly av Inez Wallace. Manusförfattarna utgick från artikeln men kom även att i den slutgiltiga versionen ha en berättelse löst baserad på Jane Eyre som utspelar sig i Karibien.
Filmen var den andra av tre skräckfilmer som Jacques Tourneur regisserade åt producenten Val Lewton. Den följde Rovdjurskvinnan (1942) och följdes av Leopardmannen (1943).

## Handling
Betsy Connell är en kanadensisk sjuksköterska som anställs för att ta hand om Jessica Holland, frun till sockerplantageägaren Paul Holland. Hon reser från Kanada till Antigua där hon möts av Paul som seglar med henne till ön St. Sebastian. Vid bryggan möts Betsy av en vagn som tar henne till Fort Holland. Under middagen den kvällen möter hon Pauls halvbror, Wesley Rand, som berättar att deras mor, Mrs. Rand, driver byns apotek. När hon förbereder sig för natten hör Betsy en kvinnas snyftningar och går för att undersöka vad som hänt och hon möts av den kataleptiska Jessica Holland, efter att Betsy ropat på hjälp kommer Paul och tar hand om Jessica. Nästa morgon möter hon Dr. Maxwell, familjens läkare, som hävdar att Jessicas tillstånd orsakas av en obotlig tropisk feber.
På Betsys lediga dag beger hon sig till byn där en calypso-sångare framför en låt om Paul och Wesleys rivalitet om Jessicas kärlek. Senare på kvällen ber Paul Betsy om ursäkt för att han tagit henne till ön och medger att han drivit sin fru galen. Betsy inser att hon har blivit förälskad i Paul och bestämmer sig för att göra honom lycklig genom att bota Jessica. Hon ger Jessica en insulinchock men behandlingen misslyckas.
Hembiträdet Alma föreslår att voodoo kanske kan bota Jessica. På natten leder hon Jessica genom sockerrörsfälten förbi spår av djuroffer och en korsning skyddad av den långe zombieliknande figuren Carre Four, till slut kommer de fram till en kultplats där en ritual pågår. Där upptäcker de att Mrs. Rand är den mystiska häxdoktorn. Hon förklarar sedan hur hon använder voodoo för att övertyga de infödda att acceptera västerländsk medicin och berättar att Jessica aldrig kan botas. 
Paul erkänner att han är rädd för att behandla Betsy lika illa som Jessica och ber henne att återvända till Kanada. Den natten väcks Betsy av att Carre Four kommit till gården men han stoppas av Mrs. Rand. Nästa dag förklarar Mrs. Rand att när hon upptäckte att Jessica planerade att rymma med Wesley lade hon en förbannelse över henne och gjorde henne till en zombie, en av de levande döda. Under natten hörs ett olycksbådande trummande och Jessica försöker lämna huset. Wesley, som är besatt av att befria Jessica från sitt zombie-liknande tillstånd, öppnar portarna och följer henne ut. Han dödar Jessica och bär henne ner i havet följd av Carre Four som stirrar blint ut i natten. Jessicas och Wesleys kroppar hittas flytande i vågorna och de bärs tillbaka till Fort Holland.

## Medverkande

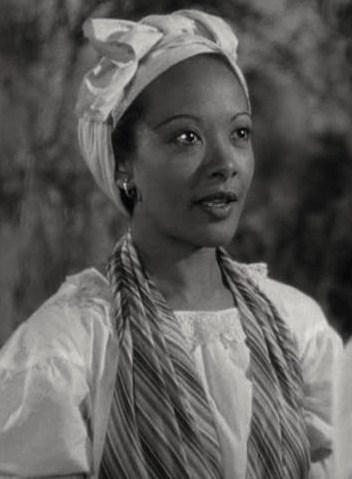
Theresa Harris som Alma.

| James Ellison    | – Wesley Rand     |
| Frances Dee      | – Betsy Connell   |
| Tom Conway       | – Paul Holland    |
| Edith Barrett    | – Mrs. Rand       |
| James Bell       | – Dr. Maxwell     |
| Christine Gordon | – Jessica Holland |
| Theresa Harris   | – Alma            |
| Sir Lancelot     | – kalypsosångaren |
| Darby Jones      | – Carre Four      |
| Jeni Le Gon      | – dansare         |

## Mottagande
Likt de flesta av Val Lewtons psykologiska skräckfilmer möttes även Svart mystik av mestadels negativ respons från samtida kritiker även om publiken uppskattade den. Boxoffice var skeptiska, "Att gå med en zombie i en omgivning präglad av voodoo borde få håret att resa sig i nacken, eller om det inte gör det, orsaka nervösa hjärtklappningar. Det finns kanske en publik där den här filmen får den effekten. Det finns förmodligen många fler där de vuxna kunderna går ut i rökrummet och väntar på att huvudfilmen börjar."
Variety påpekade att "I Walked with a Zombie misslyckas med att leva upp till sin rysliga titel. Filmen innehåller några skrämmande scener, men är överfylld med banal dialog och ovigt skådespeleri." I Motion Picture Herald anklagades filmen för att vara pretentiös och observerade att dess "kvinnliga berättarröst, a la Rebecca" hade orsakat fnissningar i publiken. The New York Times skrev att "den visade sig vara en trist, äcklig överdrift av en osunt abnormal livsföreställning."
Filmen omvärderades senare och har fått ett betydligt mer positivt mottagande av kritiker, bland annat skrev Rose London i Zombie: The Living Dead 1976 att den var en "extraordinär film om voodoo" och att den var "om inte lika gripande som Lewtons Rovdjurskvinnan, så är hans zombiefilm ytterligare en av hans fantastiska övningar i att antyda skräck utan att kasta den i ansiktet på publiken som vore den en våt trasa i ett spökhus på en marknad." Phil Hardy menade i The Encyclopedia of Horror Movies från 1986 att den var "Tourneurs bästa film, Svart mystik är ett litet mästerverk."
Tom Milne skrev för Time Out att filmen var "den mest eleganta av Val Lewtons lågbudgetskräckfilmer för RKO" Chicago Readers Don Druker kallade filmen "ett av de mest poetiska verk som dykt upp från Val Lewtons enhet på RKO under 40-talet." Svart mystik har på Rotten Tomatoes betyget 92%, baserat på 26 kritikerrecensioner med ett genomsnittligt betyg på 8,1 av 10.